# Studierendenvertretung aller Berufsakademien Baden-Württembergs
Die Studierendenvertretung aller Berufsakademien Baden-Württembergs (SaBB) waren die Interessenvertretung aller Berufsakademiestudierenden des Landes Baden-Württemberg. Zur SaBB entsandte jede BA Studenten verschiedener Fachrichtungen, die aus der jeweiligen Studierendenvertretung hervorgingen. Die SaBB wählte ihrerseits die studentischen Vertreter für das Kuratorium und die einzelnen Fachausschüsse für Wirtschaft, Technik und Sozialwesen. In den Fachausschüssen wurden allgemeingültige Richtlinien für die Ausbildung an der BA in den verschiedenen Fachrichtungen (z. B. Lehrplanänderungen) ausgearbeitet und zum Beschluss an das Kuratorium weitergeleitet.
SaBB-Sitzungen fanden alle drei Monate turnusmäßig an einem der neun BA-Standorte statt und erstrecken sich über 2 Tage.
Zum 1. März 2009 wurden alle Berufsakademien zur Dualen Hochschule Baden-Württemberg umgewandelt. Seitdem übernimmt die Studierendenvertretung (DHBW) in Form der StuVs an den einzelnen Standorten und überregional in Form des AStA die gesetzliche studentische Vertretung. Der SaBB wurde zeitgleich mit der Umwandlung zur Hochschule in den neuen AStA übernommen.